# وليام هاسلدن اليرب
وهو سياسي أمريكي ينتمي إلى الحزب الديمقراطي ولد وليام هاسلدن اليرب في 7 نيسان من سنة 1862 في بلدة ماريون في ولاية كارولينا الجنوبية كان اليرب حاكما لولاية كارولينا الجنوبية ما بين الأعوام 1897 إلى عام 1899 توفي وليام هاسلدن اليرب في 2 حزيران من سنة 1899 ودفن في مدينة ماريون.